# هندریک کاکین
هندریک کاکین (انگلیسی: Hendrick Cakin؛ زادهٔ ۶ ژانویهٔ ۱۹۹۲) بازیکن فوتبال اهل فرانسه است.
از باشگاه‌هایی که در آن بازی کرده‌است می‌توان به باشگاه فوتبال استاد رنس اشاره کرد.